# Adama Traoré (1995)
Adama Traoré (Bamako, 28 juni 1995) is een Malinees voetballer die als middenvelder speelt.

## Carrière

### Clubcarrière
Lille OSC plukte Traoré in januari 2014 weg in Mali. De middenvelder werd meteen uitgeleend aan zusterclub Royal Mouscron-Péruwelz. Traoré speelde in april 2014 twee wedstrijden in het eerste team van Mouscron-Péruwelz in de Tweede klasse. In de zomer sloot hij aan bij het eerste elftal van Lille OSC, waar hij op 21 september 2014 zijn debuut maakte in de Ligue 1 tegen OGC Nice. Hij mocht na 77 minuten invallen voor Nolan Roux. Lille verloor de wedstrijd in de Côte d'Azur met 1-0, na een doelpunt van ex-speler Mathieu Bodmer. Traoré kwam dat seizoen twintig competitiewedstrijden in actie en eindigde met Lille op de achtste plaats in de competitie.
Traoré ondertekende in juli 2015 een contract tot medio 2020 bij AS Monaco, de nummer drie van de Ligue 1 in het voorgaande seizoen. Dat betaalde circa €14.000.000,- voor hem. Na een eerdere uitleenbeurt aan Rio Ave FC leende Monaco hem in januari 2019 voor de rest van het seizoen uit aan zusterclub Cercle Brugge. In het seizoen 2019/20 werd hij dan weer gestald bij FC Metz.

### Interlandcarrière
Traoré scoorde vier keer voor de Malinese U20 op het WK onder 20 in 2015. Daarmee hielp hij zijn land aan een bronzen medaille. Traoré werd na afloop uitgeroepen tot beste speler van het toernooi. In datzelfde jaar maakte Traoré zijn debuut voor het eerste elftal van Mali. Traoré vertegenwoordigde zijn land op de Afrika Cup 2017 en 2019. In 2017 kwam hij niet aan spelen toe in Gabon, in 2019 kwam hij in alle groepswedstrijden en in de verloren achtste finale in actie.